# Я сам(а)
«Я сам(а)» — ігрова газета для дітей, розрахована переважно на вік 6–10 років. Засноване видання у квітні 1997 року. Вперше розпочата як сторінка «Вечірнятко» у газеті «Вечірній Київ».
Головний редактор — Тетяна Григорівна Кондратенко, член Національної спілки письменників України, яка розробила проект часопису і створювала його шпальти від найпершого числа і донині — упродовж 20-ти років.
У виданні публікуються конкурсні, ігрові, розважальні та інші матеріали для творчого саморозвитку дітей (згідно із Свідоцтвом про державну реєстрацію друкованого засобу масової інформації). 

## Рубрики
- Говоримо українською"
- Під небом України"
- В гостях у Нотки"
- Англійська — дітям
- В гостях у читачів
- Школа безпеки діє!
- Зерна доброти
- Поетична вітальня
- Казки бабусі Ганнусі
- Дід Білогриб — лісовими стежками
- Білий Ангел
- Граючись — вчимося
- Олівцеві забавки
- Зроби САМ/а
- Це діти твої, Україно!
- Територія творчості
- Її Величність Гра
- Кросворди, ребуси, загадки, різноманітні ігри тощо.

## Заснування
Газета «Вечірній Київ» (головний редактор Карпенко Віталій Опанасович, грудень 1985 — вересень 2000) серед інших рубрик мала дитячу сторінку, яка існувала спочатку як «Кораблик», а потім тривалий час під назвою «Вечірнятко» (ведучою рубрики була Т. Кондратенко) У 1997 році редакцією «Вечірки» було вирішено започаткувати окреме видання для дітей — газету «Я САМ(а)», яка почала виходити друком у видавництві «Київська правда».

## Історія
Знайомство з газетою відбувалося у формі ігрових зустрічей із читачами — в школах, центрах дитячої та юнацької творчості, клубах, дошкільних закладах, бібліотеках, на фестивалях, форумах та ін. Редактор побувала у найвіддаленіших селах, маленьких містечках, районних та обласних центрах у багатьох регіонах України.

### 1998 рік
Святкування першої річниці видання. Основні зустрічі та публікації: Школа-родина «Дивоцвіт»; «Казковий світ театру» (Дитячий музичний театр для дітей та юнацтва на Подолі); «Всі ми талановиті» — інтерв'ю з Дмитриком Глазковим, студентом Київської дитячої академії мистецтв; «Славутиченята» — відкриття Школи мистецтв у м. Славутич.
Переможці перших конкурсів отримують квитки до Київського цирку (інтерв'ю у директора Бориса Зайця взяли учні шк. № 146); конкурс «Моя Україна — колиска моя» (переможці їдуть до МДЦ «Молода гвардія»); школі № 47 Печерського р-ну Києва — 45 років; «Я сам(а)» бере участь у I Всеукраїнському благодійному фестивалі «Чорноморські ігри» (м. Скадовськ); зустріч у таборі юних корабелів «Юнга».
Кінофестиваль «Золотий витязь», аніматори з Дніпропетровська — вихованці «Веснянки», «Здрастуй, країно Нептуніє!» — зу стріч у таборі на березі річки Остерки, що на Чернігівщині; місту на Десні — 900 років (репортаж «Діти Остра сьогодні»); школа-лабораторія № 24 м. Києва; у м. Суми — «Запрошуємо до світлиці» (зустріч із гуртківцями «Народознавство»).
Популярні рубрики року: «Творчість наших читачів», «Проба пера», «Малюють діти», Казки бабусі Ганнусі", «Капітан Корманіс», «Білий Ангел», «Що нам пошта принесла» тощо.

### 1999
Конкурс «Здравей, Болгарія!» — переможців у Посольстві вітає Надзвичайниі Повноважний Посол Болгарії в Україні Александр Димитров.
Зустрічі: школа с. Софіївська Борщагівська; разом із Чорноморськими іграми по Україні — Рівне, Луцьк, Бурштин, Тернопіль, Хмельницький; Черкаси (школі малого бізнесу № 18 40 років); «Тузли піднімають прапор Спартакіади дітей шкіл-інтернатів (Одещина); школа-коледж ім. Сухомлинського № 272; „На острові чудес“ (ЗОШ № 141, Русанівка). Путівки переможцям до табору „Зміна“ (Київщина); оздоровниця ім. Ю. Гагаріна; переможці конкурсу „Чи знаєш ти Одесу?“ в редакції „Вечерней Одессы“; „Школа люблячих сердець“, НРЦ „Левеня“ (для дітей з ослабленим зором, м. Львів); „Перша ластівка“ (приватна школа-садочок, м. Івано_Франківськ); Вигодська школа.

### 2000
„Я САМ/а“ — 3 роки. Свято у видавництві „Київська правда“. 250 найактивніших читачів з різних регіонів України — на святі.
Конкурс „Ерудити“ (близько тисячі учасників).
Мандрівки-зустрічі Україною, зустрічі з читачами: Ірпінь (Прикарпаття (Лішнянська школа); Прилуки — древнє, але вічно молоде»; «Котигорошко в Одесі»; Острог — колиска нашої культури; Фастів (шк. № 2 — 85 років)"Де ромен-цвіт розквіта" (м. Ромни); Фестиваль «Жива іграшка».
«Міжнародний фестиваль дитячо-юнацької творчості, телебачення та преси „Золота осінь Славутича“ (15 років поспіль).
Київ — Конотоп — Ромни — Червонозаводське — Лохвиця — Київ (низка зустрічей); Академія Гри (ДОК „Маяк“, м. Запоріжжя).

### 2001
Дитяча студія „Карусель“, переможці конкурсу „Маленький модельєр“, призери конкурсу „12 місяців“ та „Люби, шануй свій рідний край…“ (Палац дітей та юнацтва, м. Ніжин); „Вишиваємо світ“ (на кращу вишивку); Уроки ввічливості і доброти; „Лісова казка крапскаутів на березі річки Рось“ — відпочинок переможців від Київської спілки дитячих та юнацьких організацій; „Янтарне літо Трускавця“; „Гексагональні шашки“; морський круїз (Співпраця з Всеукраїнським благодійним фондом Надії і Добра» (Укррічфлот). Під час круїзу виходить 5 випусків бортового журналу «Під вітрилами Надії і Добра».
МДЦ «Артек»; «Скаутинг — це наше життя», «Змінимо світ на краще!» — Іфестиваль дитячої творчості країн — членів Організації Чорноморської співдружності; "Юні дипломати України в Греції; 90 років школі на Вінниччині (с. Бабинці); фестиваль «Чарівна свічка»; «Шкільний корабель у морі пісень» творчий вечір у музичній школі № 24 Деснянського р-ну м. Києва.
Кінець 2001-го. Чергове керівництво «Вечірнього Києва» вирішує закрити часопис «Я сам(а)». Редактор Т. Кондратенко бере відповідальність на себе і перереєстровує видання, яке стає її власністю. З кінця 2001-го повністю видає газету самотужки.
У цей нелегкий для видання час газету підтримують: ЗАТ «Оболонь», Всеукраїнський фонд Надії і Добра, Міжнародний фонд Святої Марії.

### 2002
На газетних іменинах (5 років) — 270 найактивніших читачів-передплатників.
Нагороди: 2007 р. — Почесний Знак і Почесна грамота секретаріату Національної спілки журналістів України за вагомий внесок у розвиток української журналістики.

### 2016
У 2016 році газеті «Я САМ/а» було присвоєно звання найкращого періодичного видання для дітей за результатом конкурсу Держкомтелерадіо. А головного редактора-видавця Грамотою Держкомтелерадіо за значний внесок у розвиток періодики та активну участь у вихованні юного покоління (голова Держкомтелерадіо Олег Наливайко).